# Ísafjörður
Ísafjörður ([ˈi:saˌfjœrðʏr̥]; ‚Isafjord‘)  je gradić na krajnjem sjevero zapadu u veleopćini Ísafjarðarbær u sjevernom Islandu.
Prama podacima od 1. siječnja 2011. godine je u Ísafjörður živjelo 2.636 osoba, gradić je i ujedno i sjedište veleopćine Ísafjarðarbær s 3824 stanovnika.

## Poznate osobe
- Ólafur Ragnar Grímsson, predsjednik Islanda (1943. - )